# Tracéwet

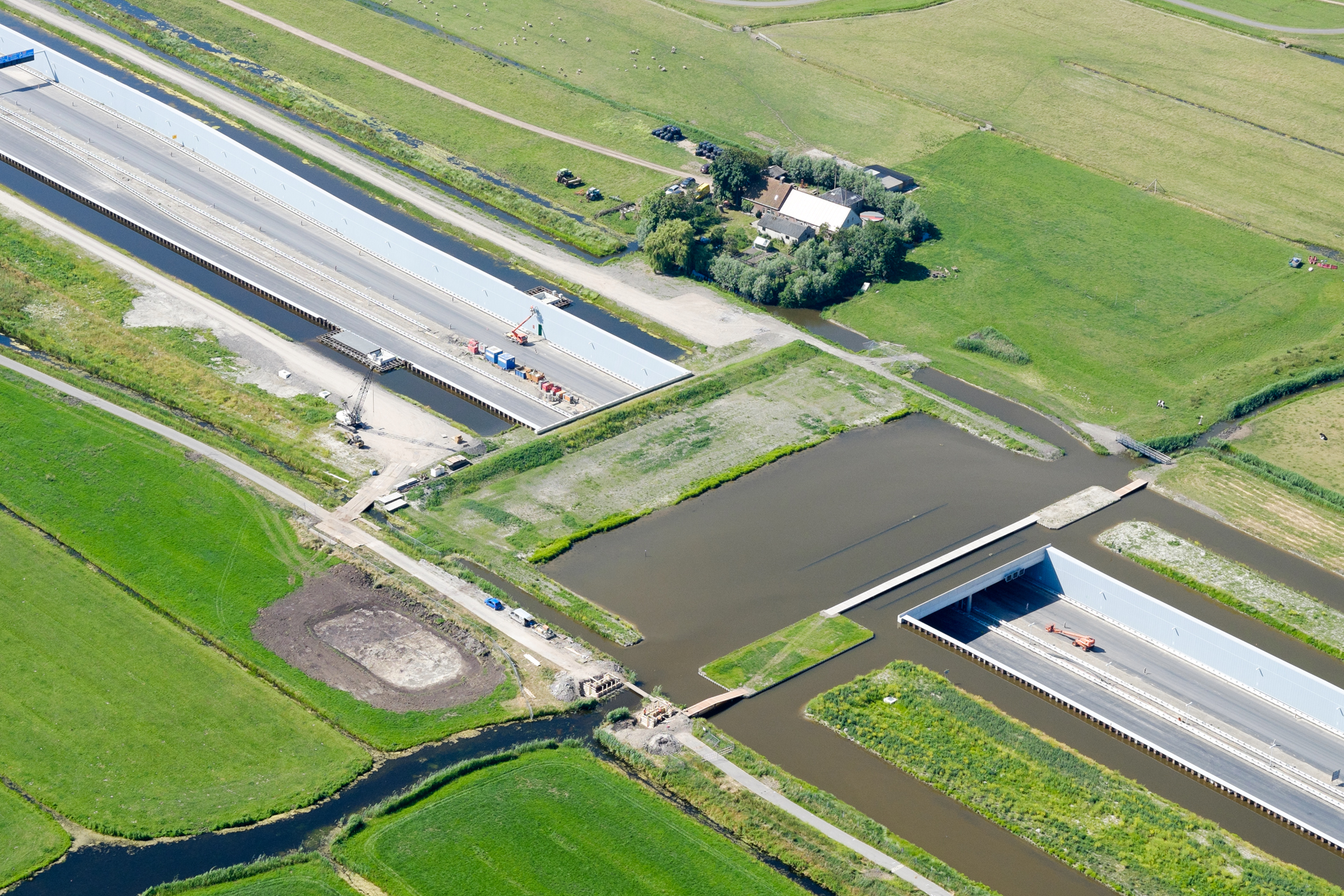
Luchtfoto van een deel van de A4 Delft-Schiedam tijdens de aanleg. Het tracébesluit voor deze weg is op 2 september 2010 genomen door minister Eurlings.

De Tracéwet was een Nederlandse wet van 16 september 1993 die van toepassing was op de aanleg van nieuwe infrastructuur van nationaal belang. Het kon daarbij gaan om een rijksweg, een spoorweg of een kanaal. Op grond van deze wet nam de minister van Infrastructuur en Milieu een tracébesluit. Dit besluit werd genomen na een grondige voorbereiding, waarbij betrokkenen inspraak hadden op grond van de Algemene wet bestuursrecht.
Een tracébesluit kon ook genomen worden om een verbreding van een weg of spoorweg mogelijk te maken, bijvoorbeeld om de capaciteit te vergroten. De Tracéwet had geen betrekking op buisleidingen.
De Tracéwet trad op 1 januari 1994 in werking. Per 1 januari 2024 is de wet ondergebracht in de Omgevingswet.

## Directe werking
De Tracéwet was een aanvulling op de Wet ruimtelijke ordening. Een tracébesluit had een directe werking. Als het besluit genomen was werkte dit onmiddellijk door in bijvoorbeeld bestemmingsplannen. Het besluit maakte het dan ook planologisch mogelijk dat de infrastructuur wordt aangelegd. Als onderdeel daarvan konden mogelijk opstallen worden onteigend.
De tracéwet was hiermee een voorbeeld van een NIMBY-wetgeving, waardoor het mogelijk wordt infrastructuur die niemand "in de eigen achtertuin" zou willen hebben vanuit de rijksoverheid gerealiseerd kan worden.

## Twee procedures
De Tracéwet kende twee procedures, die afhankelijk waren van de omvang van het project:
- de uitgebreide procedure, die doorlopen moest worden voor de aanleg van een hoofdweg of landelijke spoorweg of hoofdvaarweg[4], of het verbreden van een hoofdweg of spoorweg met meer dan twee rijstroken of meer dan twee sporen in geval van een spoorweg.
- de kortere reguliere procedure, die gevolgd kon worden bij aanpassingen van andere bestaande hoofdwegen, landelijke spoorwegen of hoofdvaarwegen.

## Procedure
Voor het doorlopen van een procedure volgens de Tracéwet was aantal stappen nodig, voordat uiteindelijk een Tracébesluit genomen kon worden. Elke stap werd gepubliceerd in onder andere de Staatscourant, zodat een ieder kennis kon nemen van het voorgenomen project. Ook de Tweede Kamer werd over elke stap geïnformeerd.
De stappen waren de volgende:
- Startbeslissing en verkenning. Volgens Hoofdstuk II van de Tracéwet onderzoekt de initiatiefnemer de nut en de noodzaak van het nieuwe project, omdat bijvoorbeeld een deel van een hoofdweg, spoorweg of kaneel ontbreekt. De minister neemt daarna een startbeslissing. Voordat de minister de startbeslissing neemt, wordt een nota reikwijdte en detailniveau ter visie gelegd indien gelijktijdig met het Tracébesluit ook een milieueffectrapportage (MER) moet worden opgesteld. In de verkenning worden gegevens verzameld over het gebied waar de nieuwe infrastructuur zich bevindt. Ook wordt beoordeeld hoe groot de omvang van het verkeersprobleem is. Er wordt een range van mogelijke oplossingsrichtingen gegeven. De resultaten van de verkenning moeten in een structuurvisie opgenomen moeten worden, waarmee voldaan wordt aan de verplichting om cultuurhistorie mee te wegen in ruimtelijke plannen.[2]. Op grond van de verkenning neemt de minister conform artikel 4 van de Tracéwet een voorkeursbeslissing. Dan kan het gaan om bijvoorbeeld de exacte ligging van de nieuwe weg, of de vorm van een nieuwe kruising (onderdoorgang of tunnel).
- Tracébesluit (TB). De voorkeursbeslissing wordt uitgewerkt in een tracébesluit. Soms wordt er gelijktijdig ook een milieueffectrapportage (MER) opgesteld op grond van artikel 7.2 van de Wet milieubeheer. Er wordt eerst een ontwerp van het TB opgesteld, ontwerp-tracébesluit (OTB) genoemd. Het OTB wordt gedurende zes weken ter inzage gelegd, bijvoorbeeld in bibliotheken, gemeentehuizen of bij het Ministerie van Infrastructuur&Milieu. Op een ontwerp-tracébesluit kunnen belanghebbenden volgens de Algemene Wet bestuursrecht een zienswijze indienen, bijvoorbeeld als zij het niet eens zijn met het besluit, of als zij een andere uitvoering wensen. Na ontvangst van de zienswijzen worden deze beantwoord door de initiatiefnemer. Op grond daarvan wordt het besluit aangepast. De mening van organen zoals provincies, waterschappen en gemeenten worden eveneens zwaar meegewogen. Vervolgens wordt het definitieve tracébesluit genomen. De indieners van een eerdere zienswijze op het OTB kunnen vervolgens beroep aantekenen bij de Afdeling bestuursrechtspraak van de Raad van State. Er mogen dan geen echt nieuwe punten meer worden aangedragen, tenzij het TB nieuwe onderdelen bevat. De Raad van State doet na – meestal een behoorlijk lange wachttijd – vervolgens een uitspraak op de ingediende beroepen. Dat kan leiden tot vernietiging van het tracébesluit, maar ook tot wijzigingen. Als de beroepen niet ontvankelijk zijn of niet slagen, wordt het TB onherroepelijk.

## Realisatie van het project
Als het TB na een eventuele beroepsprocedure bij de Afdeling Bestuursrechtspraak van de Raad van State onherroepelijk was geworden, werd gestart met de realisatie van het project, tenzij de inzichten van de rijksoverheid gewijzigd waren. Dan kwam het TB in een enkel geval in de ijskast terecht.
Als het project was gerealiseerd wer een opleveringstoets uitgevoerd, waarbij gecontroleerd werd of aan alle wettelijke normen was voldaan. De evaluatie was erop gericht om te beoordelen of met name de MER gebaseerd was op een juiste inschatting van de gevolgen voor het milieu. Dat laatste kon leiden tot aanvullende mitigerende maatregelen.

## Bijzonderheden
Volgens artikel 19 van de Tracéwet verviel een tracébesluit van rechtswege als er niet binnen tien jaar begonnen was met de uitvoering.
De Tracéwet is via een wetsvoorstel uit 2010 ingrijpend gewijzigd. De vorige versie van de Tracéwet ging gepaard met vertraagde procedures. Met de vernieuwing werd het bestuurlijk primaat teruggebracht in de besluitvorming.
Een tracébesluit werd de laatste jaren nog maar zelden vernietigd door de Afdeling Bestuursrecht van de Raad van State. Wel werd via de Bestuurlijke lus een TB direct gerepareerd door de ABRvS.

## Voorbeelden
Voorbeelden van infrastructuur waar een tracébesluit voor genomen is zijn:

### Spoorwegen
- Betuweroute;
- Hanzelijn;
- HSL-Zuid.

### Autosnelwegen
- A4 Delft-Schiedam;
- Verbreding van de A2 tussen Utrecht en Amsterdam.

### Vaarwegen
- Verbreding Lekkanaal en aanleg 3e sluiskolk Prinses Beatrixsluis;[6]
- Nieuwe zeesluis Terneuzen.[7]